# ماکسیمیلیانو رومرو
ماکسیمیلیانو ساموئل رومرو (اسپانیایی: Maximiliano Samuel Romero‎؛ زادهٔ ۹ ژانویهٔ ۱۹۹۹) بازیکن فوتبال اهل آرژانتین است که در پست مهاجم برای پی‌اس‌وی آیندهوون در لیگ برتر فوتبال هلند بازی می‌کند.